# Barchent
Barchent (von arabisch barrakan „Stoff aus Kamelhaar“ bzw. persisch baranka „Schafwolle“; lateinisch barracanus, italienisch barracano, spanisch barragán), veraltend auch Parchend, ist ein Mischgewebe aus Baumwoll-Schuss auf Leinen-Kette. Oft wird die Stoffbahn auf einer oder auf beiden Seiten aufgeraut.

## Eigenschaften
Der glatte Barchent hat entweder einen vierschäftigen Köper wie der Croisé, und daher zwei rechte Seiten (beidrechter Barchent), ist aber gröber und von dichterem Gewebe als der Croisé, oder er hat einen vierschäftigen einseitigen Köper (Futterbarchent, Bettbarchent, Inlett, Bettdrell).
Der Atlasbarchent ist fünfbindig und atlasartig geköpert. Der raue Barchent ist drei- bis vier- oder fünfbindig, und zwar so geköpert, dass auf einer Seite 2/3, 3/4 oder 4/5 des groben und weichen Eintrags flott liegen. Dieser wird entweder schon auf dem Stuhl oder nach der Bleiche durch Aufkratzen mit Kardendisteln oder feinen Eisendrahtkratzen in Handarbeit oder mittels einer Kratzenrauhmaschine aufgeraut.
Der Barchent erhält dadurch eine mehr oder weniger langfaserige, flaum- oder wollartige Oberfläche, die bei den starken, zu Winterkleidern dienenden Stoffen auch noch tuchartig geschoren wird (Baumwollmolton, englisches Moos); dieser raue Barchent dient auch zu Wachstuch.
Schnürbarchent zeigt auf der rechten Seite nur Eintrag, auf der linken ein leinwandartiges Gewebe mit schmalen, flachen Längsrippen; Piquébarchent erscheint wie mit würfeligen oder anderen geradlinigen Figuren gesteppt.

## Geschichte
Barchent verdrängte seit dem 14. Jahrhundert mehr und mehr das Leinen. Zu den führenden Zentren der Barchentherstellung auf dem europäischen Markt gehörten u. a. Ravensburg, Biberach, Regensburg, Ulm („Ulmer Geld“) und Augsburg.
Die allgemeine Barchentweberei kam ab dem Ende des 19. Jahrhunderts allmählich zum Erliegen, da für Unterkleider, Futter und Überzüge mehr gewirkte und leicht gewebte baumwollene und halbwollene Zeuge in Gebrauch kamen. Jedoch kam der Stoff noch im Ersten Weltkrieg anstelle von Socken beim deutschen Heer und bei der deutschen Marine als Fußlappen zum Einsatz, da er die Schaftstiefel gut polsterte, gut waschbar war und als Baumwollstoff schnell trocknete. Heute wird Barchent nur noch selten verwendet.